# Драбове-Барятинська сільська рада
Дра́бове-Барятинська сільська́ ра́да — адміністративно-територіальна одиниця та орган місцевого самоврядування у Драбівському районі Черкаської області. Адміністративний центр — селище Драбове-Барятинське.

## Загальні відомості
- Населення ради: 2 531 особа (станом на 2001 рік)

## Населені пункти
Сільській раді були підпорядковані населені пункти:
- с-ще Драбове-Барятинське

## Склад ради
Рада складалася з 16 депутатів та голови.
- Голова ради: Жадан Віра Іванівна
- Секретар ради: Гамала Володимир Вікторович

### Керівний склад попередніх скликань
| Прізвище, ім'я, по батькові | Основні відомості                                                         | Дата обрання | Дата звільнення |
| --------------------------- | ------------------------------------------------------------------------- | ------------ | --------------- |
| Жадан Віра Іванівна         | Сільський голова, 1956 року народження, освіта вища, позапартійна         | 26.03.2006   | 31.10.2010      |
| Жадан Віра Іванівна         | Сільський голова, 1956 року народження, освіта вища, член Партії регіонів | 31.10.2010   |                 |

Примітка: таблиця складена за даними сайту Верховної Ради України

### Депутати
За результатами місцевих виборів 2010 року депутатами ради стали:

#### За суб'єктами висування
| Суб'єкт висування                                       | Кількість обраних депутатів | %    |
| ------------------------------------------------------- | --------------------------- | ---- |
| Самовисування                                           | 12                          | 75   |
| Народна партія                                          | 2                           | 12,5 |
| Політична партія Всеукраїнське об'єднання «Батьківщина» | 1                           | 6,3  |
| Політична партія «Наша Україна»                         | 1                           | 6,3  |

#### За округами
| № округу                                                | Прізвище, ім'я, по батькові   | Дата визнання обраним | Освіта             | Партійна приналежність                        | Відомості про обраного депутата                                                            |
| ------------------------------------------------------- | ----------------------------- | --------------------- | ------------------ | --------------------------------------------- | ------------------------------------------------------------------------------------------ |
| Народна Партія                                          |                               |                       |                    |                                               |                                                                                            |
| 7                                                       | Аброськін Микола Васильович   | 03.11.2010            | середня спеціальна | член Народної партії                          | СТОВ"ЗК «Хорс», вагар                                                                      |
| 9                                                       | Чалий Олександр Олександрович | 03.11.2010            | середня спеціальна | член Народної партії                          | СТОВ "ЗК «Хорс», головний інженер                                                          |
| Політична партія Всеукраїнське об'єднання «Батьківщина» |                               |                       |                    |                                               |                                                                                            |
| 12                                                      | Парфьонова Ольга Григорівна   | 03.11.2010            | вища               | член Всеукраїнського об'єднання «Батьківщина» | ВАТ «Драбівське», інспектор відділу кадрів                                                 |
| Політична партія «Наша Україна»                         |                               |                       |                    |                                               |                                                                                            |
| 16                                                      | Набока Аліна Григорівна       | 03.11.2010            | середня            | член Політичної партії «Наша Україна»         | тимчасово не працює                                                                        |
| Самовисування                                           |                               |                       |                    |                                               |                                                                                            |
| 1                                                       | Радіоненко Людмила Едуардівна | 03.11.2010            | вища               | член Партії регіонів                          | Драбово-Пристанційна загальноосвітня школа І-ІІІ ст., заст. директора по навчальній роботі |
| 2                                                       | Марченко Інна Олександрівна   | 03.11.2010            | середня спеціальна | член Партії регіонів                          | тимчасово не працює                                                                        |
| 3                                                       | Дорошенко Надія Дмитрівна     | 03.11.2010            | вища               | член Партії регіонів                          | Драбово-Пристанційна загальноосвітня школа І-ІІІ ст., вчитель                              |
| 4                                                       | Жила Ольга Володимирівна      | 03.11.2010            | середня спеціальна | позапартійна                                  | Драбівське РАЙСТ, продавець                                                                |
| 5                                                       | Мазниця Ольга Іванівна        | 03.11.2010            | середня спеціальна | член Партії регіонів                          | Драбово-Пристанційна загальноосвітня школа І-ІІІ ст., медична сестра                       |
| 6                                                       | Гамала Володимир Вікторович   | 03.11.2010            | вища               | член Партії регіонів                          | Драбово-Пристанційна загальноосвітня школа І-ІІІ ст., директор школи                       |
| 8                                                       | Карпенко Ніна Іванівна        | 03.11.2010            | середня            | член Партії регіонів                          | Барятинська сільська рада, Драбове, касир                                                  |
| 10                                                      | Пучка Ольга Володимирівна     | 03.11.2010            | вища               | член Партії регіонів                          | Барятинська сільська рада, Драбове, головний бухгалтерв                                    |
| 11                                                      | Некоз Алла Олексіївна         | 03.11.2010            | вища               | позапартійна                                  | ДНЗ «Казка», завідувачка                                                                   |
| 13                                                      | Ручиця Олександр Іванович     | 03.11.2010            | середня            | член Партії регіонів                          | Барятинська сільська рада, Драбове, паспортист                                             |
| 14                                                      | Бережна Любов Павлівна        | 03.11.2010            | вища               | член Партії регіонів                          | Драбово-Пристанційна загальноосвітня школа І-ІІІ ст., вчитель                              |
| 15                                                      | Кондратюк Тетяна Віталіївна   | 03.11.2010            | вища               | член Партії регіонів                          | Драбово-Пристанційна загальноосвітня школа І-ІІІ ст., вчитель                              |